# Ivan Marton
Ivan Marton (* 16. dubna 1945 Bratislava) je slovenský muzikolog, hudební dramaturg a producent, bývalý politik, po sametové revoluci československý poslanec Sněmovny lidu Federálního shromáždění za Verejnosť proti násiliu, později člen Občanské demokratické unie a Demokratické strany.

## Biografie
V roce 1967 absolvoval hudební vědu na Filozofické fakultě Univerzity Komenského v Bratislavě. V letech 1964-1968 působil jako spolupracovník a později redaktor časopisu Echo bratislavských vysokoškolákov. V letech 1968-1969 studoval na Hudebním institutu v Hamburku, kde mu německá strana nabídla studium po invazi Československa vojsky Varšavské smlouvy. Při krátkém návratu do Československa na letní prázdniny již nebyl vpuštěn zpět do západního Německa. Za normalizace nastoupil potom jako brigádník na nošení knih do Slovenského knižního velkoobchodu. Po půl roce získal pozici dramaturga v Slovenské filharmonii, později vedoucího gramooddělení podniku zahraničního obchodu Slovart a redaktor hudebního vydavatelství Opus. Profesně je k roku 1990 uváděn jako pracovník PZO Slovart.
V lednu 1990 nastoupil jako bezpartijní poslanec (respektive za hnutí Verejnosť proti násiliu) v rámci procesu kooptací do Federálního shromáždění po sametové revoluci do Sněmovny lidu (volební obvod č. 190 - Kežmarok, Východoslovenský kraj).
Po roce 1989 působí ve svobodném povolání jako producent hudebních nahrávek. Vyučuje na katedře hudební vědy na Filozofické fakultě Univerzity Komenského. Dlouhodobě působí rovněž coby předseda výboru mezinárodního hudebního festivalu Melos-Étos.
Okrajově se angažoval i politicky. Po rozkladu VPN byl členem Občanské demokratické unie až do jejího zániku. V roce 2000 vstoupil do Demokratické strany coby řadový člen.